# ارل (رود)
ارل (به آلمانی: Erle) یک رود در آلمان است که در تورینگن واقع شده‌است.